# Хренца
Хренца (словен. Hrenca) — поселення в общині Марибор, Подравський регіон‎, Словенія.